# Rio Morno
O rio Morno é um rio brasileiro com 12 km de extensão que nasce no Sítio dos Macacos, em Camaragibe onde recebe o nome de riacho Ribeirinha — ao sair do município de Camaragibe, já no bairro do Brejo da Guabiraba, é que recebe o nome de rio Morno.
Quando sai de Camaragibe, corta parte da zona norte do Recife e deságua no rio Beberibe, do qual é o principal afluente.

## Situação de alerta
O Rio Morno já foi caracterizado por ser um dos rios mais preservados do grande Recife, mas hoje o rio está sofrendo vários danos principalmente pelo derramamento de esgotos, e assoreamento causado pela construção desenfreada de moradias em suas margens, há trechos do rio em que há apenas 1 metro de largura.